# 加々美裕也
加々美 裕也（かがみ ゆうや、1984年1月4日 - ）は、山梨県出身の元男子バスケットボール選手である。193cm、90kg。東芝ブレイブサンダース神奈川に所属していた。日立金属ブルドッグスの加々美裕之は実弟。

## 来歴
吉田高校から拓殖大学に進み、4年時にユニバーシアード出場。
卒業後、東芝に入社。
2007年にもU-24代表候補に選出された。
2014年オフを以て引退し、東芝社員として勤務。

## 経歴
- 吉田高 - 拓殖大学 - 東芝（2006年〜2014年）

## 日本代表歴
- 2005ユニバーシアード